# 42.º Regimiento de Instrucción Aérea
El 42.º Regimiento de Instrucción Aérea (42. Flieger-Ausbildungs-Regiment) fue una unidad militar de la Luftwaffe de la Alemania nazi.

## Historia
Formado el 1 de abril de 1939 en Stade desde el 42.º Batallón de Reemplazo Aéreo con:
- Stab.
- I Batallón de Instrucción desde el 42.º Batallón de Reemplazo Aéreo.
- Escuela Elemental de Vuelo (Escuela/42.º Regimiento de Instrucción Aérea) desde la Escuela Mixta Experimental Superior Salzwedel.

El II Batallón de Instrucción fue formado en 1940, mientras la Escuela/42.º Regimiento de Instrucción Aérea deja el regimiento el 1 de octubre de 1941 y se convirtió en la 42.º Escuela Mixta Experimental Superior. Trasladado a Prenzlau en septiembre de 1939 y en Neustadt-Glewe en noviembre de 1940. El 16 de agosto de 1942 es redesignado como el 42.º Regimiento Aéreo.

## Comandantes
- Coronel Wolf Freiherr von Biedermann - (1 de abril de 1939 - 18 de noviembre de 1942)

## Orden de Batalla
- 1939 – 1940: Stab, I. (1-5), 6., 7., Escuela.
- 1941 – 1942: Stab, I. (1-5), 7., II. (8-12).